# Kvant-1
Module de la Station Mir
Kvant-1 (russe : Квант-1; anglais : Quantum-I/1) (37KE) était le deuxième module de la station spatiale Mir. C'était la première addition au module central de Mir et il contenait des instruments scientifiques pour des observations en astrophysique et pour des expériences scientifiques des matériaux. Il est resté en orbite 5 106 j et 5 h.
Kvant-1 a mené de la recherche sur la physique des galaxies actives, les quasars et les étoiles à neutrons. Le module a également appuyé des expériences en biotechnologie dans les préparations et fractions anti-virales. Initialement prévu pour s'amarrer à la station spatiale Saliout 7, Kvant-1 a été la première version expérimentale d'une série prévue de modules de type 37K avec des modules de propulsion largables de type TKS-E devant être lancés vers Mir par la navette spatiale soviétique Bourane. Le système de contrôle de Kvant-1 a été développé par le NPO "Electropribor" (Kharkiv, Ukraine).

## Historique

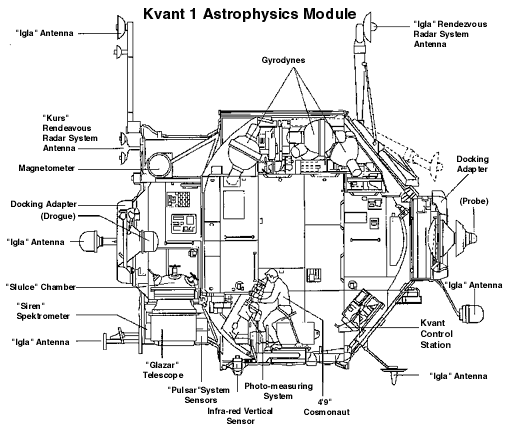
Configuration du module Kvant-1.

Le vaisseau spatial Kvant représente la première utilisation d'un nouveau type de module de station spatiale, soviétique, désigné 37K. Une ordonnance autorisant le début du développement a été publiée le 17 septembre 1979. La conception de base 37K se composait d'un cylindre pressurisé de 4,2 m de diamètre avec un port d'amarrage à l'avant. Il n'était pas équipé de son propre système de propulsion. L'autorisation initiale a été pour un total de huit 37K de configurations différentes :
- Un 37KE expérimental (en utilisant un module FGB excédent du vaisseau spatial habité TKS de Vladimir Tchelomeï comme remorqueur spatial), qui serait amarré au port avant de la station Saliout 7.
- Quatre modules 37KS pour Mir. Ceux-ci seront livrés et amarrés à la station par un nouveau remorqueur léger FGO.
- Trois modules 37KB. Ceux-ci seraient transportés dans la soute de la navette spatiale Bourane. Ils pourraient rester attachés dans la soute ou (modification de la configuration 37KBI) être amarrés aux stations spatiales Mir ou Mir-2 en utilisant le bras manipulateur de Bourane.

Le 37KE, expérimental, a été nommé Kvant et était équipé d'une charge utile d'astrophysique. Il a également utilisé l'ordinateur de contrôle de vol numérique Saliout-5B et le système d'orientation par volants d'inertie Gyrodyne mis au point pour Almaz. Quand le module était presque terminé, Saliout 7 a connu de nombreux problèmes techniques et Kvant a été redirigé pour un amarrage avec Mir. Mais à ce moment, Mir est prévu pour être sur une orbite de 65 degrés, et Kvant était de 800 kg trop lourd à placer dans une telle orbite, pour le lanceur Proton. En janvier 1985, Mir a été programmée pour une orbite 51,6 degrés, ce qui a résolu le problème. Mais maintenant, il était prévu que Kvant s'amarrerait au port arrière de Mir, nécessitant l'ajout de conduits, traversant le module, pour mener le propergol du vaisseau cargo/citerne Progress aux réservoirs de stockage de Mir. Cette nouvelle augmentation de poids a obligé de ramener la charge de propergol de son remorqueur spatial FGB à 60 % dans les réservoirs à haute pression et supprimée dans les réservoirs à basse pression. Pourtant, à 22 797 kg, Kvant a été la plus lourde charge jamais lancée par une fusée Proton, nécessitant des modifications personnalisées de son lanceur.

## Lancement et amarrage

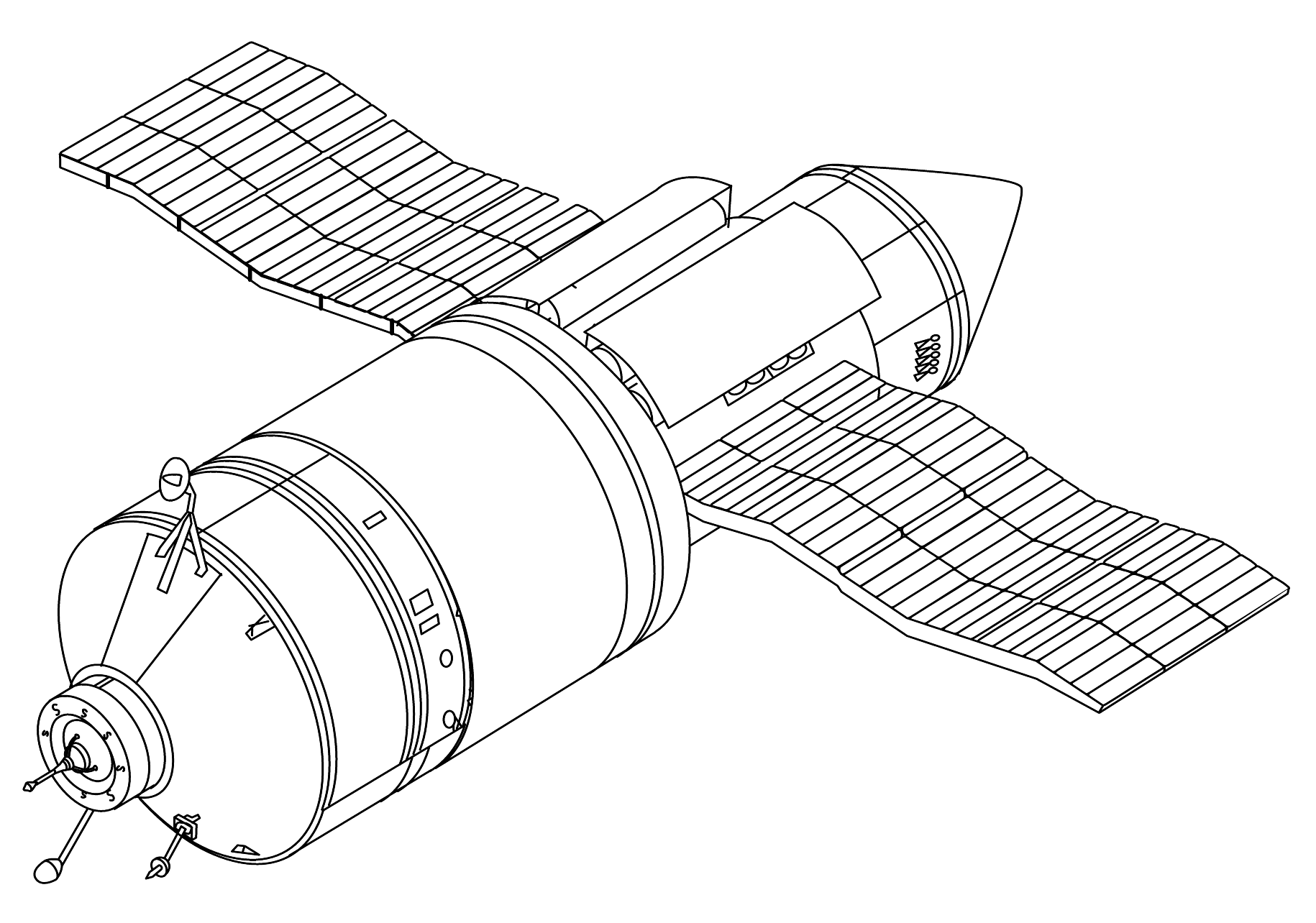
Kvant-1 avec son remorqueur orbital attaché

Kvant-1 et son Functional Service Module (FSM) ont été lancés le 30 mars 1987. Au moment du lancement, Soyouz TM-2 était déjà amarré à la station. Le FSM a effectué de grandes manœuvres, le 2 avril et le 5 avril. Le 9 avril, Kvant-1 a réalisé un amarrage doux avec le port arrière de Mir. Toutefois, le module n'a pas été en mesure de réaliser un amarrage dur, ce qui signifie que les deux satellites ont été peu liés. Dans cette configuration, Mir ne pouvait pas s'orienter elle-même ou d'autres dommages se produiraient. L'équipage a effectué une EVA urgente le 11 avril pour étudier le problème. L'équipage a trouvé un morceau de débris, probablement un sac poubelle, qui a été laissé par Progress 28. Après sa suppression, Kvant-1 a finalement été capable de réaliser un amarrage dur avec la station. Le FSM a été largué, révélant le port d'amarrage arrière de Kvant-1, le 12 avril.

## Description
Kvant-1 était à l'origine destiné à être lancé et amarré à Saliout 7. Mais les retards l'ont contraint à être lancé vers de Mir. Kvant-1 se compose de deux compartiments pressurisés de travail et un compartiment d'expérience dépressurisé. L'équipement scientifique comprenait le télescope à rayons X Roentgen, le télescope à ultraviolet Glazar, une caméra grand-angle, des expériences de rayons X à haute énergie, un détecteur de rayons X/gamma, et l'unité d'électrophorèse Svetlana.
Kvant-1 portait six girodynes qui pourraient être utilisés pour orienter la station sans utiliser de carburant. Kvant-1 a également transporté plus de système de support de vie, y compris un générateur d'oxygène Elektron et l'équipement pour éliminer le dioxyde de carbone de l'air. Kvant-1 a livré un panneau solaire supplémentaire pour la station qui a été déployé sur le module de base en juin 1987.
Kvant-1 n'avait pas de systèmes de propulsion. Il a été lancé avec un Functional Service Module (FSM) agissant comme un remorqueur spatial pour amener Kvant-1 à Mir. Le FSM transportait les systèmes de propulsion et les systèmes électriques. Il était une version modifiée de l'engin spatial TKS. Le TKS fut plus tard à la base des modules Kvant-2, Kristall, Spektr, et Priroda.

## Modifications ultérieures
En janvier 1991, les structures d'appui qui ont été conçues pour soutenir des panneaux solaires ont été installées sur Kvant-1. En juillet 1991, l'équipage a construit la poutre Sofora pendant quatre sorties extravéhiculaires. La poutre Sofora a été conçue pour tester les nouvelles techniques de construction, monter une unité de propulsion, et servir comme support pour des expériences en dehors de la station. En septembre 1992, l'équipage a installé l'unité de propulsion VDU à l'extrémité de la poutre Sofora. Elle avait été livrée plus tôt par Progress M-14. Le VDU a été conçu pour accroître la capacité de contrôle d'attitude de la station. En septembre 1993, la poutre Rapana a été construite sur Kvant-1 au cours de deux sorties extravéhiculaires. La poutre Rapana a été conçue pour tester des expériences d'assemblage d'une poutre pour une station spatiale Mir-2 possible. Des expériences extérieures ont également eu lieu, plus tard, sur la poutre Rapana. Le 22 mai 1995, l'un des panneaux solaires de Kristall a été redéployé sur Kvant-1. En mai 1996, le panneau solaire Mir Cooperative Solar Array, qui a été livré avec le module d'amarrage de Mir, a été déployé sur Kvant-1. En juin 1996, la poutre Rapana a été étendue au cours d'une EVA. En novembre 1997, le vieux panneau solaire de Kristall qui était attaché à Kvant-1 a été éliminé et le panneau solaire qui a également été livré avec le module d'amarrage, a été attaché à sa place. En avril 1998, l'unité de propulsion VDU vieille de six ans a été remplacée par une nouvelle qui a été livrée par Progress M-38.